# Cacic

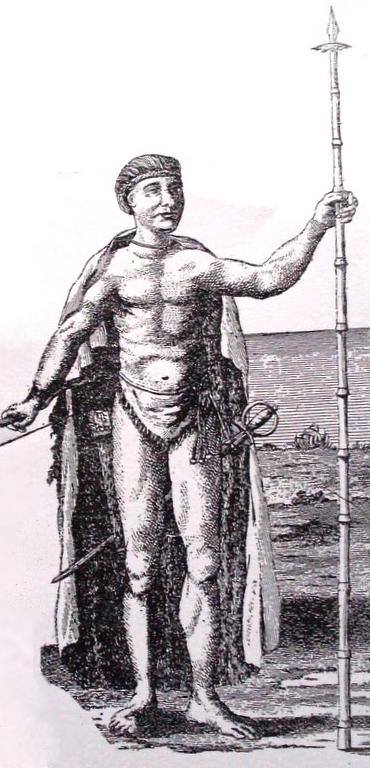
Cangapol, cacic dels tehueltxes,.

Un cacic era històricament un cap de les comunitats taínes de les Antilles i d'Amèrica Central. A partir de l'expansió colonial espanyola a Amèrica, el terme va ser emprat pels conqueridors per designar les autoritats polítiques indígenes, sense atendre la diversitat dels sistemes polítics d'Amèrica ni a la nomenclatura autòctona. Són derivats d'aquest terme les paraules cacicat i caciquisme.
Alguns historiadors com Charles C. Mann a la seva obra 1491: New Revelations of the Americas Before Columbus (2005) han objectat l'ús del terme cacic en lloc de rei per a referir-se als monarques indígenes americans, encara que sí que s'utilitzi per a denominar als cabdills dels pobles anomenats bàrbars de la història europea (per exemple reis dels huns, els francs, i altres.)
La utilització a Amèrica de la paraula cacic va ser activament promoguda per la monarquia espanyola. Una reial cèdula del 26 de febrer de 1538 insistia que qualsevol autoritat indígena fos només anomenada «cacic», igualant per aquesta fórmula des dels més humils caps de bandes poc nombroses, fins als reis i nobles dels extints imperis prehispànics. Es posava en aquest document especial cura en prohibir el tractament de «senyor», que en castellà podia implicar una autoritat efectiva i un tracte reverencial i insistia sobre aquest tema que:
| «                      | "...así convenía a nuestro servicio y preeminencia Real y mandamos a los virreyes y Audiencias que no lo consientan ni permitan y solamente pueden llamarse caciques y principales". | " ... així convenia al nostre servei i preeminència Reial i manem als virreis i Audiències que no ho consentin ni permetin i només es poden anomenar cacics i principals". | » |
| — Reial Cèdula de 1538 | | |   |

Tot i que gran quantitat de cacics van ser executats en el fragor de la Conquesta, la institució del cacicat, en les seves variades manifestacions ètniques, va sobreviure durant els segles colonials. I, de fet, encara subsisteix avui dia, encara que és més usada, però, l'expressió líder. La figura del cacic no sempre resultava comprensible per als europeus. La seva autoritat era molt relativa en la tradició cultural d'algunes ètnies. Les seves decisions no eren del tot vinculants i la seva autoritat estava finalment supeditada a la voluntat de les assemblees indígenes.
| «                 | "... muchas naciones y gentes de indios no sufren reyes ni señores absolutos, sino viven en behetría (...) comunidades, donde se gobiernan por consejo de muchos". | " ... moltes nacions i gents d'indis no pateixen reis ni senyors absoluts, sinó viuen en desordre(...) comunitats, on es governen per consell de molts". | » |
| — Joseph d'Acosta | | |   |

Existia un mètode d'autogovern, en què el cacic jugava un rol conjuntural com a portaveu, moderador, o prenent decisions només enfront de situacions urgents. Això resultava especialment desconcertant per als espanyols. Espanya sortia de la seva pròpia revolta de les Comunitats de Castella, que havia finalitzat amb forts atacs oficials contra tota forma d'assemblearisme. Els conqueridors assimilaven la situació d'aquestes tribus a un permanent caos i negligència del cap, de manera que van entendre que els cacics, com a individualitats, eren prescindibles.
Però malgrat tot, dins del sistema de jerarquies colonials, la figura del cacic en si era considerada necessària. Tant, de fet, que hi ha diversos testimonis que asseguren que durant el període colonial l'elecció dels cacics dels pobles indis va ser manipulada per hisendats i capellans en nombroses ocasions.